# Раецкий, Александр Викторович
Александр Викторович Раецкий (род. 17 октября 1961, Воронеж) — российский шахматист, гроссмейстер (2005), международный арбитр (2000).
Второй спортсмен в истории (после Е. Гриваса) и первый в России, который получил звания по всем четырём шахматным категориям: А. В. Раецкий является международным гроссмейстером, международным арбитром, международным организатором и тренером ФИДЕ, причём все эти звания (кроме тренерского) являются высшими.
Раецкий также известен как шахматный литератор, его перу принадлежит несколько десятков книг, изданных как в России, так и за рубежом. Многие книги написаны в соавторстве с международным мастером Максимом Четвериком.
Помимо шахмат увлекается триатлоном, участвует в марафонах.

## Избранная библиография
- Каталонское начало. 2006 (в соавторстве с Максимом Четвериком)
- Принятый ферзевый гамбит. 2009 (в соавторстве с Максимом Четвериком)
- Шахматы. Озадачь соперника в дебюте. 2011 (в соавторстве с Максимом Четвериком)

## Изменения рейтинга
| Графики недоступны из-за технических проблем. См. информацию на Фабрикаторе и на mediawiki.org. |